# テーブルコーディネート
テーブルコーディネートとは、さまざまなテーブルウェア（和洋食器・グラス・キッチン用具・テーブルクロス等）や酒瓶、花、ライト等で食卓を飾り、家族や来訪者をもてなすためにテーブルをコーディネートすること、またはその展示である。
テーブル周りの食空間全般を扱うが、近年各地で開催されている展示会では、
1. テーブルウェア等を主体とし、料理を盛りつけないタイプ
2. テーブルウェアの上に擬似的な料理を盛りつけるタイプ
3. テーブルコーディネートを行ったうえで実際に食事会を行うもの

と、3種類に区分される。
また、展示に際しては、クラフトアートや絵画作品等とコラボレーションを行うことも多く、主婦層に人気のある活動となっている。
全国各地でさまざまなイベントが実施されており、任意団体によるコーディネートのための民間資格もある。このような資格は認知度は低いが、テーブルコーディネート自体は、食育との関係や近隣コミュニケーションの手段として、また食器・食材等のメーカーと主婦層をつなぐツールとして発展性が期待されている。